# Сельское поселение Покровка
Сельское поселение Покровка — муниципальное образование в Нефтегорском районе Самарской области.
Административный центр — село Покровка.

## Административное устройство
В состав сельского поселения Покровка входят:
- село Покровка,
- посёлок Ильменевский.

## Персоналии
- Тюляев, Павел Фёдорович (1905—1946) — советский партийный деятель, 1-й секретарь Крымского областного комитета ВКП(б).